# 對合

对合函数 在作用两次的时候回到起点。

在数学中，对合（英語：involution）或对合函数，是逆函数等于自身的函数，就是说
f(f(x)) = x 对于所有 f 的定义域中的 x。

## 一般性质
对合是双射。
恒等映射是一個对合的平凡例子。数学中更常见的有趣對合例子包括算术中的乘以 −1 和取倒数，集合论中的补集，和複共軛。
其他例子包括圆反演、ROT13变换，和 Beaufort 多字母表密码.

## 欧几里得几何中的对合
三维欧几里得空间中对合的简单例子是对一个平面的反射。做两次反射就回到了起点。
这个变换是仿射对合的特殊情况。

## 线性代数中的对合
在线性代数中，对合是线性算子 T 使得 {\displaystyle T^{2}=I}。除了在特征 2的域上，这种算子可对角化为在对角线上有 1 和 -1。如果这个算子是正交的(正交对合)，它是正交可对角化的。
对合有关于幂等；如果 2 是可逆的，(在特征不是 2 的领域中)，它们是等价的。

## 环论中的对合
在环论中，对合通常意味着是自己逆函数的自同态。例子包括复共轭和矩阵的转置。

## 群论中的对合
在群论中，一个群的元素是对合，如果它的阶为2；也就是说，对合是一个元素a，使得a ≠ e且a2 = e，其中e是单位元。这个定义原来与以上的定义没有任何不同，因为群的元素总是从一个集合到它本身的双射，也就是说，“群”的意思是“置换群”。到了19世纪末，群的定义变得更加广泛，相应地，对合也变得更加广泛。由一个对合通过复合函数生成的双射群，与循环群C2同构。
一个置换是对合，当且仅当它可以写成一个或多个不重合的对换的乘积。
群的对合对群的结构有很大影响。对合的研究在有限单群分类中是十分有用的。

## 数理逻辑中的对合
在布尔代数中补运算是对合。因此在经典逻辑中的否定满足“双重否定律”: ¬¬A 等价于 A。
一般在非经典逻辑中，满足双重否定律的的否定叫做对合性的。在代数语义中，这样的否定被实现为在逻辑真值的代数上对合。有对合性否定的逻辑的例子有 Kleene 和 Bochvar 的三值逻辑、Łukasiewicz 多值逻辑、模糊逻辑 IMTL 等。对合性否定有时作为额外的连结词而增加到有非对合性否定的逻辑中；比如形式模糊逻辑。
否定的对合性是逻辑和对应的代数簇的重要特征性质。例如，对合性否定从Heyting代数中特征化出了布尔代数。相应的，经典布尔逻辑可印发自直觉逻辑加上双重否定律。

## 对合的总数
在有 n = 0, 1, 2, ... 个元素的集合上对合的数目给出自递推关系:
a(0) = a(1) = 1;
a(n) = a(n − 1) + (n − 1) × a(n − 2), 对于 n > 1.
这个序列的前几项是 1, 1, 2, 4, 10, 26, 76, 232 （OEIS數列A000085）。